# Othello Molineaux
Othello Molineaux est un joueur de steel drum né en 1939 à Longdenville, Trinité-et-Tobago.
Né dans une famille de musiciens, sa mère étant professeur de piano et son père jouant du violon, il apprend très jeune le piano, et dès l'âge de onze ans commence à jouer du pan (autre nom du steel drum). Il quitte Trinidad en 1969 et entame une carrière de pianiste, tout en continuant à jouer du pan. C'est avec son groupe mêlant steel drum et instruments conventionnels qu'il rejoint Miami en 1971. Il y fera notamment la connaissance de Jaco Pastorius et apparaîtra en 1976 sur son premier album, ce qui lui permettra de se révéler à la scène jazz-rock. Dès lors, il enchaînera les concerts autour du monde en collaborant avec de grands noms du jazz dont Dizzy Gillespie, Herbie Hancock, Monty Alexander, Weather Report, Joe Zawinul, ou Ahmad Jamal.
Othello Molineaux est reconnu comme ayant révélé au jazz le steel drum comme instrument soliste et d'improvisation, à l'instar du piano. Il a principalement été un accompagnateur, notamment de Jaco Pastorius, participant à presque tous ses albums, et à la tournée avec le big band Word of Mouth. Ce dernier lequel consacrera d'ailleurs au steel pan un disque, Holiday for Pans (1982). Othello Molineaux commence en 1993 une carrière soliste avec l'album It's About Time, sur le label Big World Music.
Il a collaboré avec Habana Abierta sur l'album Boomerang (2006).